# William Thomas Straith
Pour les articles homonymes, voir Straith.
William Thomas Straith (5 août 1894-27 mars 1980) est un homme politique canadien de la Colombie-Britannique. Il est député provincial libéral de la circonscription britanno-colombienne de Victoria City de 1937 à 1953. Il est membre du gouvernement de coalition de 1945 à 1952.
Straith est ministre de l'Éducation de 1947 à 1952.

## Biographie
Né à Innerkip (maintenant East Zorra-Tavistock) en Ontario,, Straith étudie à Mount Forest (en) et à l'université du Manitoba. Nommé au barreau de la Colombie-Britannique en 1922, il entame une carrière publique en servant comme conseiller municipal de Victoria de 1928 à 1931 et en 1935.
En 1939, il est cofondateur de la firme légale Straith Pringle & Ruttan. 
Straith retourne à la pratique du droit après avoir quitté la politique et meurt à Victoria en mars 1980 à l'âge de 85 ans,.